# Deione lingulata
Deione lingulata is een spinnensoort in de taxonomische indeling van de wielwebspinnen (Araneidae).
Het dier behoort tot het geslacht Deione. De wetenschappelijke naam van de soort werd voor het eerst geldig gepubliceerd in 2009 door Han, Zhu & Herbert Walter Levi.